# Poza zasięgiem
Poza zasięgiem (ang. Out of Reach) – film sensacyjny produkcji amerykańsko-polsko-brytyjskiej z roku 2004. Zdjęcia były realizowane w Polsce w roku 2003-2004.

## Obsada
- Steven Seagal – William Lancing
- Ida Nowakowska – Irena Morawska
- Agnieszka Wagner – Kasia Lato
- Matt Schulze – Faisal
- Krzysztof Pieczyński – Ibo
- Robbie Gee – Lewis Morton
- Hanna Dunowska – Rosie
- Murat Yilmaz – Azimi
- Aleksandra Hamkało – Katia[1]
- Maria Maj – pani Donata, dyrektorka domu dziecka
- Jan Janga-Tomaszewski – wujek Paweł

i inni